# 京急700形電車 (初代)
京急700形電車（けいきゅう700がたでんしゃ）、及び730形電車は1956年（昭和31年）に登場した京浜急行電鉄の特急形車両で、同社初の高性能電車でもある。両形は1966年（昭和41年）に600形 （2代）に編入され、1986年（昭和61年）までに全車廃車された。

## 概要
戦後初の2扉セミクロスシート車として製造されたデハ500形同様、2扉セミクロスシート車とされ、京浜急行電鉄初のカルダン駆動による高性能電車として設計された。
全電動車方式であり、当時各社で採用されはじめていた全金属製準張殻構造車体を採用して軽量化を実現、デハ500形より5.5tほど軽量化された。
車体・台車を東急車輛製造と川崎車輌、電装品を東洋電機製造と三菱電機がそれぞれ担当し、東洋製電装品を搭載するデハ700形・デハ750形が各11両、三菱電機製電装品を搭載するデハ730形・デハ780形が各9両、合計40両が1958年（昭和33年）まで製造された。
デハ700・730形が浦賀寄り、デハ750・780形が品川寄りに連結され、それぞれ700-750・730-780で搭載機器を集約分散するMM'方式により2両1ユニットを構成する。電装品メーカーは異なるがユニット単位で相互の併結が可能なように各機器の仕様が定められており、実際にも混用された。
デハ600形への改番、半数の中間車化、冷房改造を経て快速特急など優等列車中心に使用されたが、2000形の登場により1984年（昭和59年）から1986年（昭和61年）にかけて全車廃車され、6両が高松琴平電気鉄道に譲渡された。
特記のない限り、以下の文中では各種文献に倣い、京急本線上で南側を「浦賀寄り」または「浦賀方」、北側を「品川寄り」または「品川方」、東側を「海側」、西側を「山側」と呼ぶ。編成番号は浦賀方先頭車の車両番号で代表する。「1000形」は1959年（昭和34年）登場の1000形（初代）をさす。

## 車体
車体長17,500 mm、車体幅2,700 mmの全金属製準張殻構造車体を備える。
構造面ではデハ420形までの車両で窓の上下に露出していたウィンドウヘッダーおよびウィンドウシルと呼ばれる補強帯が外板の内側に隠されたこと、鋼板プレス構造であった客用扉が平坦な構造に変更されたこと、さらに雨樋位置が屋根上部に移設されて外板の幕板部が屋根の肩の部分まで引き上げられた、いわゆる張り上げ屋根構造とされたことで、全体的に平滑な外観が実現している。
窓配置はデハ500形のd1 (1) D5D (1) 1（d：乗務員扉、D：客用扉、(1)：戸袋窓）を基本とするが、戸袋窓を扉間に置くように変更してd1D (1) 5 (1) D1とし、扉間の5枚の通常窓の部分を全て向かい合わせ配置の固定クロスシートとすることでクロスシートの数を10組40席とした。これは、客用扉に隣接する左右両端の窓各1枚分を乗降を円滑にするためにロングシートとせざるを得ず、クロスシートが6組24席となっていたデハ500形と比較して大きな改善であった。
なお、本形式で車端部および戸袋窓部をロングシートとしているのは、乗降を円滑にする目的と共に、主電動機およびその駆動装置の点検蓋を床面の心皿前後に設置する必要から、それに干渉するクロスシートの設置が困難であったためである。

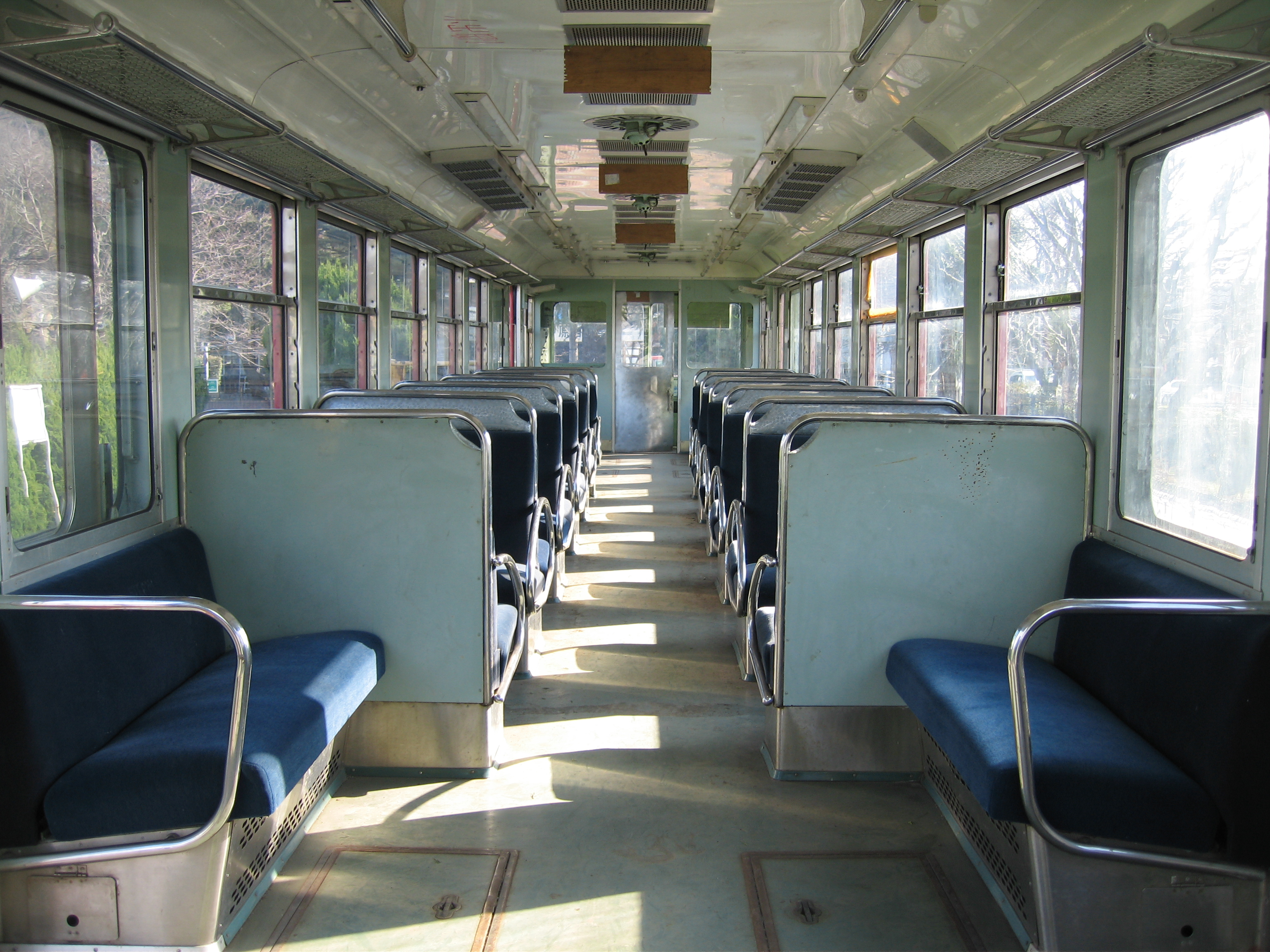
保存車デハ601の車内
手前ロングシート部の床面に点検蓋が設けられていることに注意。

側窓は戸袋窓が高さ1,000 mm、幅900 mmのHゴム支持による固定窓、それ以外が高さ1,000 mm、幅1,200 mmの2段上昇窓で、これらの寸法はデハ500形から継承したものである。車両限界が小さいため、転落防止等の観点から下段中央を横切る位置に保護棒が設置されている。
前面はデハ500形の湘南形スタイルによる2枚窓構成を継承するが、窓寸法が1,000 mm×1,000 mmであったのを1,100 mm×900 mmとして窓の下辺を側窓よりやや持ち上げ、センターピラーの部分を細くすることで鈍重な印象となるのを防ぎ、また側窓の大きさを強調している。このデザインは京浜急行における湘南形スタイルの完成形となり、以後同一寸法のままでデハ800形 (初代)や1968年のデハ500形更新車などに継承されている。
前照灯は当時の標準に従い、前頭部中央に白熱灯を1灯設置しており、標識灯は左右腰部に角形のものを各1灯設置する。
連結面の貫通路幅はデハ500形の仕様を継承して1,000 mmの広幅とされている。
屋根にはモニタールーフを載せ、ここに三菱電機製16インチ径ファンデリアを各車6基ずつ搭載する。
車内のカラースキームは、当初東急車輛製造製が淡紅色のメラミン樹脂化粧板にエンジ色の腰掛けモケットという暖色系、川崎車輌製が淡緑色のメラミン樹脂化粧板に青色の腰掛けモケットという寒色系で、対照的な組み合わせであったが、これは1958年（昭和33年）製車で後者に統一され、1956年（昭和31年）・1957年（昭和32年）製車についても後に寒色系に統一された。
照明には蛍光灯を連続カバー付きで取り付けてある。
車体外部の塗装はデハ600形（初代）・クハ650形で初採用されたダークヴァーミリオンを基本とし、側面窓下に白帯を配するというデザインを踏襲するが、100 mmであった白帯の幅を150 mmに拡幅した上で前面にも帯を回して被視認性の向上を図っており、この構成は以降700形（2代）までそのまま踏襲された。

## 主要機器
上述の通り、デハ700形・デハ750形（東洋電機製造）とデハ730形・デハ780形（三菱電機）では搭載機器のメーカーが異なっており、走行性能や制御シーケンスなどは統一されていたものの、互いに全く異質なシステムを構築している。

### 主電動機・駆動装置
両社の相違が最も顕著に表れている部分であり、相互の部品互換性は皆無である。
- 東洋電機製造
  - 主電動機はTDK-810A[注 3]で、同社自社開発による中空軸平行カルダンを駆動システムとして採用する。
- 三菱電機
  - 主電動機はMB-3028A[注 4]で、アメリカ・ウェスティングハウス・エレクトリック社からのライセンス供与に基づくWNドライブを駆動システムとして採用する。

なお、主電動機は優等列車主体に運用されることから高速性能を重視して最弱め界磁率は50%に設定されており、いずれも補償巻線を持たない直流直巻整流子式電動機として設計されている。また、歯数比はそれぞれの電動機の定格回転数差を吸収するため、東洋電機製造製電動機搭載車で77:14(5.5)、三菱電機製電動機搭載車で88:19(4.63)として、定格速度を59km/h（車輪径860mm時）に揃えている。

### 制御器
東洋電機製造製はACDF-H875-560A(ES-560A)、三菱電機製はABF-108-15MDHA(CB-10C)で、いずれも当時としては一般的な多段電動カム軸式自動加速制御器である。これらはそれぞれデハ700・730形に抵抗器と共に搭載された。制御段数はいずれも直列8段、並列6段、弱め界磁3段である。
なお、これらは編成中に異なるメーカー製の機器を搭載するユニットが混在する場合でも進段タイミングが同期するように制御シーケンスなどを規格化して設計されており、実際にも相互の併結・混用が特に区別無く実施されている。

### 台車
台車は車体メーカー両社による競作となっており、こちらも全く異なったコンセプトに基づく2系統の設計が共存する。基本的には東洋電機製造+東急車輛製造（デハ700形・デハ750形）と三菱電機+川崎車輌（デハ730形・デハ780形）で車体メーカー2社と機器メーカー2社がそれぞれペアを組み、主電動機支持架もそれぞれの形状に特化した設計となっている。ただし、例外的にデハ707 - デハ757の2両1編成のみは東洋電機製造+川崎車輌のコンビでの製造となったため、台車側の主電動機支持架やギアボックスの吊り受け座周辺の寸法・形状をWNドライブ対応から中空軸平行カルダン駆動対応に設計変更して対処している。
- 東急車輛製造
  - 枕ばねがコイル2連+オイルダンパー、軸箱支持が円筒ゴム+コイルばね式のTS-303・303A・310[注 5][1]を供給。
- 川崎車輛
  - 枕ばねがコイル+オイルダンパー、軸箱支持が長腕形軸梁式のOK-18・18A・18B[注 6][2]を供給。山陽電鉄2000系2002 - 2009に採用されたOK-15など設計時期で先行するOK形台車各形式の基本構造を踏襲しつつ、上枕梁を側枠左右に突き出して側受位置を可能な限り外に出すことで車体のローリング周期を長くし乗り心地の改善を図るなど、様々な特徴を備えた台車である。

基礎ブレーキは両社の台車ともに踏面両抱き式であり、台車毎にブレーキシリンダーが4個装着されている。

### ブレーキ
ブレーキは従来の自動空気ブレーキに代えて、応答性に優れたHSC-D発電制動併用電磁直通ブレーキを搭載する。
HSC-Dブレーキでは直通管(SAP)、ブレーキ管(BP)、元空気溜管(MRP)の3系統の空気配管を各車間に引き通す必要があるが、新造時の本形式が採用していた三菱電機K-2A密着連結器は自動空気ブレーキに必要なBPとMRPの2系統の空気配管しかコネクタが内蔵されていなかった。このため、K-2Aを採用している期間に新造された2形式のHSC-D搭載車、つまり本形式とデハ800形（初代）の2形式に限っては、密着連結器とは別にSAPを通常のブレーキホースで引き通す処置を行っており、増解結作業の際には密着連結器の解結操作とは別に、このブレーキホースの接続・分離作業を行う必要があった。
このように自動空気ブレーキ搭載車と取り扱いが異なっていたことから、都営地下鉄乗り入れ実施に伴う連結器交換時にもこのSAPはBPおよびMRPとは連結器を挟んで反対側に設置され、その後採用された柴田式密着連結器でようやく3管一括での内蔵が実現している。
空気ブレーキの制輪子は営業運転終了時まで鋳鉄製であり、合成制輪子への交換は行われなかった。

### 補助電源装置
車内のサービス機器や制御器の動作電源として、デハ750形およびデハ780形に以下の2機種いずれかを搭載する。
- 東洋製 TDK-315 (DC7.0kW)
- 三菱製 MG-54D-S (AC3.0kVA DC3.5kW)

### 空気圧縮機
ブレーキ用の空気圧供給源として、デハ750形およびデハ780形に以下の機種を搭載する。
- A-2型 レシプロ式

### 集電装置
竣工時にはデハ700形・デハ730形の浦賀寄り（運転台寄り）に各1基ずつ通常の菱枠形パンタグラフを搭載していた。

## 製造時のバリエーション

### 1956年製造車

登場時の姿
『最近の十年』1958年発行より

製造所の「東急」は東急車輛製、「川崎」は川崎車輌製。左が浦賀方を示す。以下各製造時で同じ。
| Mu  | Ms  | 製造所 | 電装品 |
| --- | --- | ------ | ------ |
| 701 | 751 | 東急   | 東洋   |
| 731 | 781 | 川崎   | 三菱   |

本形式で最初に製造されたグループ。

### 1957年製造車
| Mu  | Ms  | 製造所 | 電装品 |
| --- | --- | ------ | ------ |
| 702 | 752 | 東急   | 東洋   |
| 703 | 753 | 東急   | 東洋   |
| 704 | 754 | 東急   | 東洋   |
| 705 | 755 | 東急   | 東洋   |
| 706 | 756 | 東急   | 東洋   |
| 707 | 757 | 川崎   | 東洋   |
| 732 | 782 | 川崎   | 三菱   |
| 733 | 783 | 川崎   | 三菱   |
| 734 | 784 | 川崎   | 三菱   |
| 735 | 785 | 川崎   | 三菱   |

前年製造車に続いて20両が製造された。東急車輛製造分の台車がTS-310Aに変更された。既に記した通り、川崎車輌-東洋電機の組み合わせとなった707-757には中空軸平行カルダン駆動用として主電動機支持袈形状が異なるOK-18A台車が装着されている。

### 1958年製造車
| Mu  | Ms  | 製造所 | 電装品 |
| --- | --- | ------ | ------ |
| 708 | 758 | 東急   | 東洋   |
| 709 | 759 | 東急   | 東洋   |
| 710 | 760 | 東急   | 東洋   |
| 711 | 761 | 東急   | 東洋   |
| 736 | 786 | 川崎   | 三菱   |
| 737 | 787 | 川崎   | 三菱   |
| 738 | 788 | 川崎   | 三菱   |
| 739 | 789 | 川崎   | 三菱   |

本形式の最終製造グループである。前年製造車と比較して、東急車輛製車両の台車がTS-310に、川崎車輌製車両の台車がOK-18Bに、それぞれ変更されたことが最大の相違点となる。制御器にはB-55電空制御器が搭載されたため、東洋製はES-560Bに、三菱製はCB-10C2に変更された。また、車内のカラースキームが車体メーカーにかかわらず寒色系に統一されている。

## 改番・改造
廃車までの間に各種改造が行われた。

### 連結器交換
1965年（昭和40年）から1966年（昭和41年）にかけて、デハ700形・デハ730形の奇数番車およびデハ750形・デハ780形の偶数番車の先頭部連結器を三菱電機K-2A電気連結器内蔵密着連結器から都営地下鉄1号線乗り入れ規格準拠の日本製鋼所NCB-6密着自動連結器に交換する工事が行われた。連結器高さ変更が伴ったため、車体に切り欠きが追加された。ジャンパ栓配置も変更され、品川方先頭車に開放ジャンパ栓受を取り付けるため浦賀方先頭車も含めて標識灯位置が変更されている。連結器交換後はK-2A密着連結器を搭載した車両が先頭に出る形で2両+2両の4両編成が組成され、連結器交換が完了した1966年3月21日付でNCB-6密着自動連結器を搭載した車両が先頭に出る形に編成が改められた。

### 改番
デハ700形・デハ730形・デハ750形・デハ780形と4形式に分かれていたが、1966年4月19日付で形式の整理が実施されて全てデハ600形に統一され、以下の通り改番が実施された。
- デハ701・デハ751 → デハ601・デハ602
- デハ702・デハ752 → デハ603・デハ604
- デハ703・デハ753 → デハ605・デハ606
- デハ704・デハ754 → デハ607・デハ608
- デハ705・デハ755 → デハ609・デハ610
- デハ706・デハ756 → デハ611・デハ612

- デハ707・デハ757 → デハ621・デハ622

- デハ708・デハ758 → デハ615・デハ616
- デハ709・デハ759 → デハ613・デハ614
- デハ710・デハ760 → デハ617・デハ618
- デハ711・デハ761 → デハ619・デハ620

- デハ731・デハ781 → デハ627・デハ628
- デハ732・デハ782 → デハ625・デハ626
- デハ733・デハ783 → デハ629・デハ630
- デハ734・デハ784 → デハ631・デハ632
- デハ735・デハ785 → デハ623・デハ624
- デハ736・デハ786 → デハ635・デハ636
- デハ737・デハ787 → デハ633・デハ634
- デハ738・デハ788 → デハ639・デハ640
- デハ739・デハ789 → デハ637・デハ638

### 中間車化改造
列車単位の大型化に伴い1966年（昭和41年）から1968年（昭和43年）にかけて総数の半分に当たるデハ602・デハ603・デハ606・デハ607・デハ610・デハ611・デハ614・デハ615・デハ618・デハ619・デハ622・デハ623・デハ626・デハ627・デハ630・デハ631・デハ634・デハ635・デハ638・デハ639の20両について運転台の撤去と客室化、妻面への広幅貫通路の設置およびロングシートの延長が実施され、乗務員扉跡には2段上昇窓が設置された。また、連結器はK-2A密着連結器から棒状の永久連結器に交換された。車体寸法には変化はない。同時に1号形ATSを設置し、車内放送機器をトランジスタ増幅によるものへ交換、前照灯をシールドビーム化、前面窓内上部に方向幕・列車種別表示幕・列車番号表示幕を設置した。
番号順に組成すると4両編成10本となるが、当時の需要にあわせて、4両編成2本を6両・2両編成各1本に組み替えて出場した編成もある。ただし、これらはその後2度の編成替えを経て、1978年（昭和53年）10月までにすべて番号順の4両編成となっている。

### 窓・ドアの交換
1969年（昭和44年）に車体更新で不要となった、デハ500形の側窓用アルミサッシの下段分を使用して側窓下段のみのアルミサッシ化が実施された。また、翌1970年（昭和45年）に客用ドアがステンレス製のものに変更された。

### 冷房化改造
社会で冷房化のニーズが高まり、また当時京王帝都電鉄5000系を皮切りに各私鉄に波及した通勤車冷房化の趨勢を受けて、1971年（昭和46年）から1972年（昭和47年）にかけて車体更新工事と併せて、モニター屋根の撤去と構体の補強を実施の上で以下のように冷房化改造工事が行われた。
- 屋上集中式
  - 日立製作所FTUR-550-206A・FTUR-550-206C、および三菱電機CU-71の3種を併用。いずれも冷房能力36,000kcal/hで、寸法や各部仕様が統一されており、相互の載せ替えが可能である。冷房能力の有効活用のため、扇風機6基を併用する。屋根は平天井に改造して風洞が通されている。この方式はパンタグラフを搭載し、床下の機器設置スペースに余裕のない奇数車全車に採用された。
- 屋上分散式[注 13]
  - 冷房能力8,500kcal/hの東京芝浦電気RPU-2209を各車4基ずつ搭載する。屋根は丸天井、扇風機6基搭載である。1972年改造の偶数車16両に採用された。
- 床下集中式
  - 低重心化を狙い、東京芝浦電気RPU-9004を1セット床下に搭載する。これはヒートポンプ式の冷暖房兼用機種で、夏期には冷房能力34,000kcal/hの冷房として、冬期には発熱量27,000kcal/hの暖房として動作する。冷房時には固定クロスシート部の窓下に送風口を、窓間の柱部にリターン口をそれぞれ設け、暖房時には通常通り座席下に送風口を設け、冷暖房切り替え操作と送風口切り替えが連動するという独特の構造である。屋根は平天井に改造されており、扇風機4台と排気扇2台を搭載する。この方式は1971年改造の偶数車4両、デハ630・デハ632・デハ638・デハ640の各車に採用されたが、乗客のちょうど首筋のあたりに冷風があたり、また保守面でも不便であったため総じて不評で、1984年（昭和59年）の本形式の最初の廃車時に全車廃車されている。

補助電源装置は定格容量75kVAのTDK3735-AもしくはMG-111-Sに交換された。同時期に新造された1000形冷房車がすべて屋上集中式だったことと比較すると、600形の場合は試験的な意味も含まれていたと見られている。なお、この冷房化改造により自重は33tから36tとなり、3t増加している。
その他下記改造が同時に行われている。
- 列車無線が搭載され、無線アンテナ設置のため奇数車のパンタグラフが無線アンテナを搭載しない中間車も含め浦賀寄りから品川寄りに移設された。
- 連結器がNBC-6形からNCB-II形に交換され、連結器胴受けが設置された。この両者は相互に連結が可能である。
- 上段窓のアルミサッシ化、下段窓の固定化と上段の開口寸法拡大、および保護棒の撤去。
- 前面方向幕類が車体中心よりに若干移設された。
- 車体腐食部の切り接ぎ修繕が行われ、内装もA-A基準に準拠した更新を実施。
- 主制御器は一部回路の無接点化[注 14]。

### 試作機器の試験
本形式は次世代車両のテストベッドとして、いくつかの試作機器を搭載して試験を実施している。

#### 補償巻線付き主電動機
東洋電機製造と共同で開発した補償巻線付きのTDK-810/1-Bを1957年に搭載して営業運転でデータ収集を行った。これは1958年（昭和33年）製デハ800形用TDK-810/3-Eとして量産され、さらにデハ1000形のTDK-815Aに発展することとなる。

#### 直並列サイリスタチョッパ制御器
1972年（昭和47年）3月から4月にかけて、冷房化改造のため久里浜工場に入場中だった2両編成のデハ609・デハ612を使用して東洋電機製造製の開発したサイリスタチョッパ制御の走行試験を実施した。このチョッパ制御は既存の直巻電動機とチョッパ装置を使用しながら、従来のチョッパ制御と比較しておよそ2倍の高速度からフル回生ブレーキが使用できるチョッパ制御方式で、「直並列チョッパ制御」と称するものである。
既存の制御器等は床下に搭載したままとし、客室内の座席等を撤去してチョッパ装置などを仮設、主回路は既存の75 kW主電動機に接続した。離線による回生失効を抑止するため、デハ612の品川寄り屋根上にパンタグラフを追加設置した。デハ609の車内には第1・第2遮断器、フィルタリアクトルと平滑リアクトル、増設電動発電機、デハ612の車内にはフィルタコンデンサと抵抗器、界磁分路抵抗器、転換器、補充電装置、転流コンデンサと転流リアクトル、チョッパ部、予備励磁装置、アンプおよび測定器台を設置した。チョッパ装置など機器の冷却用送風機の電源として、車内に7.5 kVAの電動発電機（MG）を設置した。
チョッパ装置は1,300V - 400Aのサイリスタ素子を使用し、素子の冷却はブロワー（送風機）による強制風冷方式、二相方式でチョッパ周波数は261.1Hz、二相の合成周波数は522.2Hzである。回生ブレーキ時に直並列演算を行う方式で、直巻電動機でも高速域から回生制動が使用可能な点がメリットであったが、京浜急行では正式採用には至らなかった。
試験の準備期間、機器の撤去期間を含めて1972年（昭和47年）3月11日から4月20日まで40日間を確保し、以下の順序で試運転・走行試験を実施した。走行試験は久里浜工場内と久里浜線堀ノ内 - 京急久里浜間で実施し、深夜終電後（線路閉鎖）の走行試験は回生ブレーキを吸収する車両がないため、久里浜変電所内に回生電力吸収用の抵抗器を仮設した。走行試験では98 km/hから11 km/hまで広範囲の速度で直並列チョッパによる回生ブレーキが使用でき、大きな成果を収めることができた。
- 3月23日 - 29日昼間：久里浜工場で構内試運転（低速ブレーキ・力行調整）[5]
  - 3月27日深夜：久里浜線試運転（低速ブレーキ・力行調整）
  - 3月29日深夜：久里浜線北久里浜 - 京浜久里浜間下り線で誘導障害試験[5]
- 3月30日以降
  - 昼間：久里浜工場で構内試運転（低速ブレーキ・力行調整）
  - 深夜：久里浜線で高速ブレーキ試験（5回実施）
- 4月12日・4月14日昼間：久里浜線公式試運転[5]
- 4月17日：機器撤去[5]

### 座席枕カバー変更
1978年（昭和53年）頃に座席上部のビニール製カバーが白色から模様の入った銀色のものに交換された。

### その他の改造
デハ636は1964年（昭和39年）10月10日に横浜駅停車中、500形デハ505に追突され、アンチクライマーの一部が損失した。その後同車は復旧したが、その際アンチクライマーは1000形の正面貫通型車のものに交換されている。

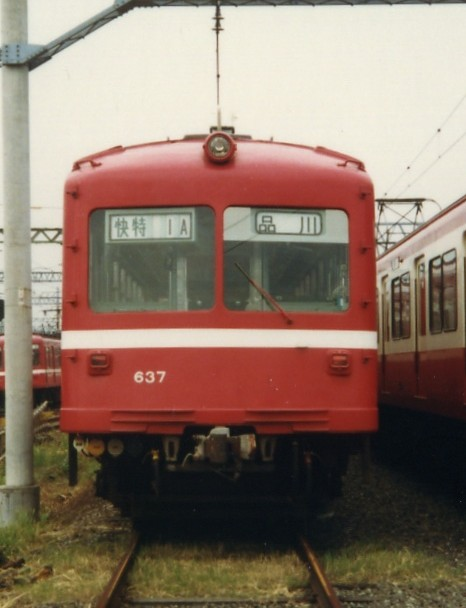
通常のアンチクライマー形状
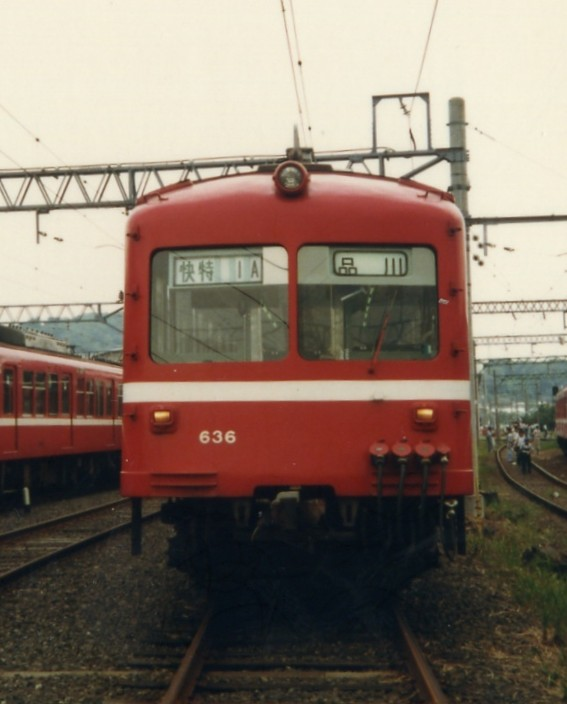
デハ636のアンチクライマー形状

## 運用
| 600形に改番後、廃車直前のデハ6011983年8月、逸見駅にて撮影  |  | 通勤快特12両 613 1985年、青物横丁駅にて撮影 先頭の613は2018年現在、還暦を迎えてもなお譲渡先の高松琴平電気鉄道で現役である。 |
| 600形に改番後、廃車直前のデハ601 1983年8月、逸見駅にて撮影 |  | 通勤快特12両 613 1985年、青物横丁駅にて撮影 先頭の613は2018年現在、還暦を迎えてもなお譲渡先の高松琴平電気鉄道で現役である。 |

竣工後、京浜急行電鉄の看板電車としてハイキング特急、海水浴特急、週末特急等の優等列車を中心に使用された。
一時は編成が2両単位であることを活用し、金沢八景で分割併合を行う逗子線直通特急が設定され、またクロスシート車であることを生かして全席座席指定の特急「三浦ビーチ号」が夏期に設定されるなど、その機能を有効活用する運用が実施されていた。
もっとも、1972年以降は本形式も冷房化されていたにもかかわらず夏季特別列車などには運用されなかった。その一方で、1974年（昭和49年）から実施された朝ラッシュ時の12両編成特急、その後1981年（昭和56年）に運転開始された通勤快特にも1985年3月まで運用された。
本形式は歯数比が低い上、主電動機が後のデハ1000形と同一定格出力ながら補償巻線を持たず、加減速性能が以後の各形式と比べて劣るため、ダイヤ作成および運用上制約となった。

2000形の登場により、1984年（昭和59年）から廃車が始まり、1986年（昭和61年）3月のさよなら運転を最後に全車廃車された。吊り掛け式であるデハ500形よりも5か月であるが先に形式消滅した。

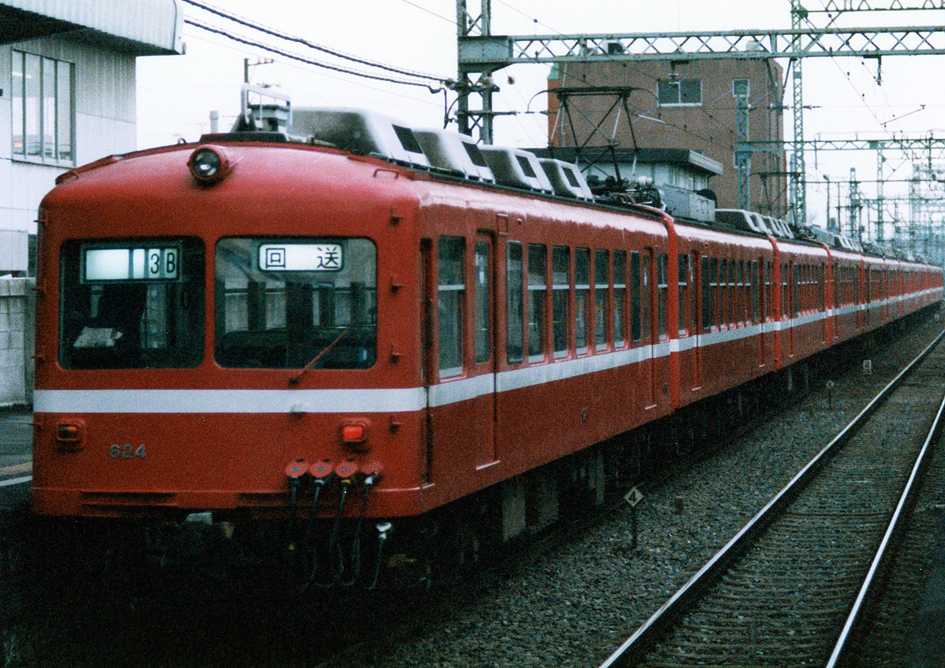
通勤快特の回送列車 12両 624 1985年、八丁畷駅にて撮影

## 譲渡・保存
| 高松琴平電気鉄道への譲渡車両 |  | 静態保存されたデハ601 |
| 高松琴平電気鉄道への譲渡車両 |  | 静態保存されたデハ601 |

廃車後は高松琴平電気鉄道にデハ605・デハ608・デハ609・デハ612・デハ613・デハ616の6両が譲渡され、前面貫通化やロングシート化が行われた後1070形として入線した。2011年に2両が廃車されたが、残る4両は新製から60年以上経過したものの2021年現在もなお健在であり、京急在籍期間よりも琴電入りしてからの期間の方が長くなっている。

また、トップナンバーであるデハ601が逗子市に譲渡され、神武寺駅近くの逗子池子第一運動公園に静態保存された。
長らく屋外の屋根もない場所で雨風にさらされていたため一部部品も破損するなど荒廃が進んでいたが、2012年には公園の再整備に合わせて新たな用地も確保しての大規模な修復工事が行われて綺麗な姿を取り戻した。
またこの頃から有志による保存会も結成され、現在は定期的な車両清掃活動を行いつつ永続的な保存と有効活用に向けて、逗子市と連携しながらの活動を進めている。